# Крістіан Фетцер
Крістіан Фетцер (нім. Christian Fetzer; нар. 11 січня 1984, Гінген, Баден-Вюртемберг) — німецький борець греко-римського стилю, срібний призер чемпіонату Європи.

## Життєпис
Боротьбою почав займатися з 1990 року. У 2004 році став бронзовим призером чемпіонату Європи серед юніорів.
Виступав за борцівський клуб «КСВ Ален 05» Ален, Баден-Вюртемберг. Тренери — Майк Бульманн і Антон Нудінг.

## Спортивні результати на міжнародних змаганнях

### Виступи на Чемпіонатах світу
| Змагання                        | Збірна    | Вагова категорія                 | Місце |
| ------------------------------- | --------- | -------------------------------- | ----- |
| Чемпіонат світу з боротьби 2010 | Німеччина | греко-римська боротьба, до 66 кг | 22    |

### Виступи на Чемпіонатах Європи
| Змагання                         | Збірна    | Вагова категорія                 | Місце  |
| -------------------------------- | --------- | -------------------------------- | ------ |
| Чемпіонат Європи з боротьби 2005 | Німеччина | греко-римська боротьба, до 66 кг | Срібло |
| Чемпіонат Європи з боротьби 2009 | Німеччина | греко-римська боротьба, до 66 кг | 9      |

### Виступи на інших змаганнях
| Змагання                                                         | Збірна    | Вагова категорія                 | Місце  |
| ---------------------------------------------------------------- | --------- | -------------------------------- | ------ |
| Гран-прі Німеччини з боротьби 2004                               | Німеччина | греко-римська боротьба, до 66 кг | 10     |
| Гран-прі Німеччини з боротьби 2005                               | Німеччина | греко-римська боротьба, до 66 кг | 13     |
| Гран-прі Німеччини з боротьби 2007                               | Німеччина | греко-римська боротьба, до 66 кг | 28     |
| Олімпійський кваліфікаційний турнір з боротьби 2008 (Роме-Остія) | Німеччина | греко-римська боротьба, до 66 кг | 23     |
| Гран-прі Німеччини з боротьби 2010                               | Німеччина | греко-римська боротьба, до 66 кг | 5      |
| Кубок Владислава Пітласинські 2011                               | Німеччина | греко-римська боротьба, до 66 кг | 15     |
| Турнір «Олімпія» 2014                                            | Німеччина | греко-римська боротьба, до 71 кг | Бронза |

### Виступи на змаганнях молодших вікових груп
| Змагання                                       | Збірна    | Вагова категорія                 | Місце  |
| ---------------------------------------------- | --------- | -------------------------------- | ------ |
| Чемпіонат світу з боротьби серед юніорів 2003  | Німеччина | греко-римська боротьба, до 66 кг | 19     |
| Чемпіонат Європи з боротьби серед юніорів 2004 | Німеччина | греко-римська боротьба, до 66 кг | Бронза |